# 恆春紅豆樹
恆春紅豆樹（学名：Ormosia hengchuniana）为豆科紅豆樹屬下的一个种。